# Hans Christoph Dietloff von der Goltz
Hans Christoph Dietloff von der Goltz (* 1713; † 8. September 1769) war ein preußischer Landrat. Er stand von 1762 bis zu seinem Tod dem Arnswalder Kreis vor.
Er stammte aus der neumärkischen uradligen Familie von der Goltz. Sein Vater Hans Ernst von der Goltz (1669–1749) war preußischer Oberstleutnant und Erbherr auf Kürtow, Petznick und Hoffstedt. Seine Mutter war Dorothea Louise geborene von Pfuel (1690–1727).
Hans Christoph Dietloff von der Goltz besuchte ab 1734 die Ritterakademie in Brandenburg. Ab 1735 studierte er an der Universität Frankfurt (Oder). Später trat er in die preußische Armee ein, wo er zuletzt Leutnant in einem Infanterieregiment war. 
1762 wurde er als Nachfolger des verstorbenen Caspar Martin von der Goltz zum Landrat des Arnswalder Kreises in der Neumark gewählt. Im Amt blieb er bis zu seinem Tod 1769; sein Nachfolger als Landrat wurde Christian Ludwig von Sydow.
Er war zweimal verheiratet und hinterließ drei Söhne.